# Carposina achroana
Carposina achroana là một loài bướm đêm thuộc họ Carposinidae. Nó là loài đặc hữu của Hawaii.